# Edward Bradford Titchener

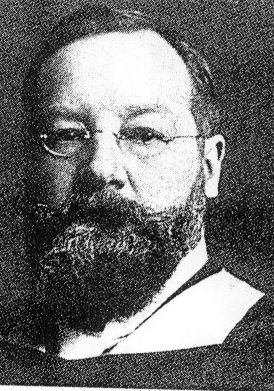
Edward Bradford Titchener

Edward Bradford Titchener (* 11. Januar 1867 in Chichester (England); † 3. August 1927 in Ithaca, New York, USA) war ein englisch-US-amerikanischer Experimentalpsychologe.

## Leben
Titchener studierte zunächst an der Universität Oxford Philosophie, klassische Sprachen und Physiologie, ging 1890 zu Wilhelm Wundt nach Leipzig, wo er 1892 promovierte. Danach siedelte er in die USA um, wo er an der Cornell University in Ithaca 1892–1927 Psychologie lehrte. Er errichtete dort das erste amerikanische psychologische Laboratorium und wurde einer der Gründungsväter der Psychologie in den USA.

## Leistungen
Titchener war der erste, der den Terminus Strukturalismus für den Forschungsansatz Wundts im Gegensatz zum Funktionalismus William James’ einführte. Er selbst entwickelte diesen Ansatz weiter, indem er die Introspektion von der Würzburger Schule übernahm, um geistige Prozesse genauer zu untersuchen. Er verglich die psychologischen Grundelemente etwa der Empfindungen und Gedanken mit den chemischen Elementen, aus denen ebenfalls höhere Einheiten (Moleküle) entstehen können.

Titchener-Illusion: die beiden orangefarbenen Kreise in der Mitte sind gleich groß

Nach ihm ist die Titchenersche Täuschung der visuellen Wahrnehmung benannt: wenn ein Kreis von größeren Kreisen umgeben ist, erscheint er kleiner als ein gleich großer Kreis, der von kleineren Kreisen umgeben ist.

## Werke
- Experimental psychology (1901–05, zwei Bände in vier Halbbänden)
- A primer of psychology (1903)
- Lectures on the elementary psychology of feeling and attention (1908)
- Lectures on the experimental psychology of the thought-processes (1909)
- A text book of psychology (1910)
- Systematic psychology: prolegomena (1929 od. 1927; hrsg. von H.P.Weld)